# Hankyu Kyoto-lijn
De Hankyu Kyoto-lijn  (阪急京都本線, Hankyū Kyōto Honsen) is een spoorlijn tussen de steden Osaka en Kyoto in Japan. De lijn maakt deel uit van het netwerk van het particuliere spoorbedrijf Hankyu in de regio Osaka-Kobe-Kyoto.

## Geschiedenis
Het eerste gedeelte van de lijn werd geopend in 1910 door de Minoo Arima Electric Tramway tussen Umeda en Juso als onder deel van Takarazuka-lijn.
De sectie tussen Juso en Awaji werd geopend en geëlektrificeerd met 600 V gelijkstroom in 1920 door de Northern Osaka Electric Railway Co., In 1923 fuseerde de maatschappij met Hankyu. In 1928 werd het gedeelte van Awaji naar Saiin en geopende werd de stroom verhoogt naar 1500 V gelijktstroom.
In 1931 werd het gedeelte tussen Saiin en Omiya geopaend, en de lijn werd in 1963 verlengd naar Kawaramachi in Kyoto.

## Treindiensten
- Tokkyū (特急, intercity)
- Kaisoku Kyūkō (快速急行, intercity)
- Kaisoku (快速, sneltrein)
- Sakaisuji Junkyū (堺筋準急, sneltrein)
- Junkyū (準急, sneltrein)
- Futsu (普通, stoptrein) stopt op elk station.

## Stations
| Station            | Japans     | Verbindingen | Wijk                        | Stad                  | Prefectuur |
| ------------------ | ---------- | --- | --------------------------- | --------------------- | ---------- |
| Osaka Umeda        | 梅田       | JR West: Osaka-ringlijn, Tokaido-lijn (station Osaka) en de Tozai-lijn (station Kita-Shinchi) Hankyu: Kobe-lijn, Takarazuka-lijn Hanshin: Hanshin-lijn Metro van Osaka: Tanimachi-lijn, Midosuji-lijn, Yotsubashi-lijn (station Tennoji) | Kita-ku 北区                | Osaka大阪市           | Osaka      |
| Jūsō               | 十三       | Hankyu: Kobe-lijn, Takarazuka-lijn | Yodogawa-ku 淀川区          | Osaka大阪市           | Osaka      |
| Minamikata         | 南方       | Metro van Osaka: Midosuji-lijn | Yodogawa-ku 淀川区          | Osaka大阪市           | Osaka      |
| Sōzenji            | 崇禅寺     | | Higashiyodogawa-ku 東淀川区 | Osaka大阪市           | Osaka      |
| Awaji              | 淡路       | Hankyu: Senri-lijn | Higashiyodogawa-ku 東淀川区 | Osaka大阪市           | Osaka      |
| Kami-Shinjō        |            | | Higashiyodogawa-ku 東淀川区 | Osaka大阪市           | Osaka      |
| Aikawa             | 相川       | | Higashiyodogawa-ku 東淀川区 | Osaka大阪市           | Osaka      |
| Shōjaku            | 正雀       | | Settsu 摂津市               | Settsu 摂津市         | Osaka      |
| Settsu-shi         | 摂津市     | | Settsu 摂津市               | Settsu 摂津市         | Osaka      |
| Minami-Ibaraki     | 南茨木     | Osaka Monorail: Saito-lijn | Ibaraki 茨木市              | Ibaraki 茨木市        | Osaka      |
| Ibaraki-shi        | 茨木市     | | Ibaraki 茨木市              | Ibaraki 茨木市        | Osaka      |
| Sōjiji             | 総持寺     | | Ibaraki 茨木市              | Ibaraki 茨木市        | Osaka      |
| Tonda              | 富田       | | Takatsuki 高槻市            | Takatsuki 高槻市      | Osaka      |
| Takatsuki-shi      | 高槻市     | | Takatsuki 高槻市            | Takatsuki 高槻市      | Osaka      |
| Kammaki            | 上牧       | | Takatsuki 高槻市            | Takatsuki 高槻市      | Osaka      |
| Minase             | 水無瀬     | | Shimamoto 島本町            | Shimamoto 島本町      | Osaka      |
| Ōyamazaki          | 大山崎     | | Ōyamazaki 大山崎町          | Ōyamazaki 大山崎町    | Kyoto      |
| Nishiyama Tennozan | 西山天王山 | | Nagaokakyo 長岡京市         | Nagaokakyo 長岡京市   | Kyoto      |
| Nagaoka-Tenjin     | 長岡天神   | | Nagaokakyo 長岡京市         | Nagaokakyo 長岡京市   | Kyoto      |
| Nishi-Mukō         | 西向日     | | Muko 向日（むこう）市       | Muko 向日（むこう）市 | Kyoto      |
| Higashi-Mukō       | 東向日     | | Muko 向日（むこう）市       | Muko 向日（むこう）市 | Kyoto      |
| Rakusaiguchi       | 洛西口     | | Nishikyō-ku 西京区          | Kyoto 京都市          | Kyoto      |
| Katsura            | 桂         | Hankyu: Arashiyama-lijn | Nishikyō-ku 西京区          | Kyoto 京都市          | Kyoto      |
| Nishi-Kyōgoku      | 西京極     | | Ukyō-ku 右京区              | Kyoto 京都市          | Kyoto      |
| Saiin              | 西院       | Keifuku Electric Railroad: Arashiyama-lijn | Ukyō-ku 右京区              | Kyoto 京都市          | Kyoto      |
| Ōmiya              | 大宮       | Keifuku Electric Railroad: Arashiyama-lijn | Nakagyō-ku 中京区           | Kyoto 京都市          | Kyoto      |
| Karasuma           | 烏丸       | Metro van Kyoto: Karasuma-lijn (station Shijo) | Shimogyō-ku 下京区          | Kyoto 京都市          | Kyoto      |
| Kawaramachi        | 河原町     | Keihan: Keihan-lijn (station Gion-Shijo) | Shimogyō-ku 下京区          | Kyoto 京都市          | Kyoto      |